# Gent de Merda
Gent de Merda és un pòdcast en llengua catalana creat el novembre de l'any 2019 per les periodistes Clàudia Rius, Paula Carreras i Rita Roig i la violoncel·lista Ofèlia Carbonell. Tot i que van començar de forma independent, des de l'inici de la segona temporada emeten des de Ràdio Primavera Sound.
El pòdcast té com a eix principal les preocupacions dels millennials i sol partir d'una entrevista distesa de les quatre presentadores a una persona convidada. La voluntat inicial del projecte era reproduir una conversa de bar entre quatre amigues. Tot i que tot gira al voltant del format entrevista, el programa es divideix en diferents seccions com «L'stalkejada a la cara», «Remena Filomena» i «Decisions de merda».
La sintonia d'inici del programa és la cançó «Millor» del grup Rombo i la veu en off és del cantant de Mishima David Carabén.
Entre les persones que han passat pel programa com a convidades hi ha la cantant Núria Graham, el vocalista de Manel Guillem Gisbert, l'advocada Carla Vall, l'humorista Joel Díaz, la presentadora de programes del cor Laura Fa, la presentadora i humorista Elisenda Carod o la influenciadora Juliana Canet, entre d'altres.
El 2023 el projecte va ser nominat al premi Sonor del Públic, i les quatre presentadores van guanyar el guardó a millor podcaster. El 2025 va quedar finalista al premi Ondas Globals del Pòdcast al millor pòdcast en llengua cooficial de l'Estat.